# 国際連合安全保障理事会決議1564
国際連合安全保障理事会決議1564（こくさいれんごうあんぜんほしょうりじかいけつぎ1564、英: United Nations Security Council Resolution 1564）は、2004年9月18日に国際連合安全保障理事会で採択されたスーダン・ダルフール情勢に関する決議。略称はUNSCR1564

## 概要
国連安保理決議1564は、ダルフール情勢の解決を求める決議で、スーダン政府に対し、紛争拡大防止の履行がなく、アフリカ連合（AU）監視部隊の拡大も受け入れない場合、AUによる査察受入れならびに石油セクターへの制裁措置の実施を求める米国、英国、ドイツ、ルーマニア共同提出の決議案を協議の上修正し、採択したもの。
同決議案は、「理事会は史上初めて、［国連の管轄機関に対しジェノサイドの防止と鎮圧に向けた行動を要請することを可能にする]ジェノサイド条約の第8条の規定に基いた要請に応えなければならない立場に置かれている」（"it was the first time in the Council’s history that it had been seized under article 8 of the 1948 Convention on the Prevention and Punishment of the Crime of Genocide"）とした、当時のコフィー・アナン国連事務総長が提案するジェノサイド予防のための実行計画を受け招集された理事会で検討された。
決議は賛成11：反対0：棄権4（アルジェリア、中国、ロシア、パキスタン）で採択された。

## 解説
採択の同日に国連安保理が発表した報道資料によると、決議の内容は次の通り。
- スーダン政府に対し、同政府は文民保護の国家的義務を十分に果たしておらず、同年7月30日に採択された決議1556に対する完全な履行がない場合、若しくはAU監視部隊の拡大及び任期延長を受け入れない場合、政府及び政府関係者に影響を及ぼす石油セクターに対する追加的な制裁措置を考慮することを宣告
- 事務総長に対し、ジェノサイドに類する行為が行われているかを確認するためダルフールにおける人権違反行為に関する独立調査委員会の設置を要請
- スーダン政府に対し、次を要請：

1. 同国政府がダルフールの治安情勢改善に向けた努力を行っていることを示す実体的かつ不可逆的で検証可能な証拠（substaintial, irreversible and verifiable progress）の提示
2. 同国政府が 2004年7月3日、国連と共同発表した共同コミュニケの内容のすみやかな履行
3. 民兵組織ジャンジャウィードの武装解除ならびに人権違反その他残虐行為を働いた者の逮捕拘束